# Степанов Олександр Петрович
Степанов Олександр Петрович (нар. 1 січня 1949, м. Добромиль, Львівська область — 18 листопада 2021) — український політик, науковець. Доктор економічних наук, професор; колишній народний депутат України II скликання. Народився 1 січня 1949 (м. Добромиль, Львівської області) в сім'ї військовослужбовця; росіянин; дружина — лікар; має сина і дочку.

## Освіта
- Чернігівська філія Київського політехнічного інституту, механічний факультет (1971), інженер-технолог, «Технологія машинобудування, металоріз. верстати та інструменти»;
- Вища партійна школа при ЦК КПУ (1978);
- кандидатська дисертація «Ефективність підвищення технічного рівня промислових підприємств» (1983);
- докторська дисертація «Экономическое управление техническим развитием промышленных предприятий» (Институт экономики АН УССР, 1991).

Академік Академії наук національного проґресу України (1992).

## Політична діяльність
03.2006 кандидат в народні депутати України від Української партії честі, боротьби з корупцією та організованою злочинністю, № 18 в списку.
На час виборів: директор Інституту міжнародних відносин Національного авіаційного університету, член Української партії честі, боротьби з корупцією та організованою злочинністю.
Народний депутат України з 04.1994 (2-й тур) до 04.1998, Деснянський виборчий округ № 439, Чернігівської області, висунутий трудовим колективом.
Голова підкомітету з питань фахової освіти Комітету з питань науки та народної освіти. Член (уповноважений) МДҐ. На час виборів: Чернігівський інститут реґіональної економіки і управління, ректор.
Трудова діяльність: 
- 1971-73 — інженер-технолог, Чернігівський радіоприлад. завод.
- 1973-76 — на комсомольській роботі, навчання в Вищій партійній школі при ЦК КПУ.
- 1978-82 — аспірант, Інститут економіки Академії наук України.
- 1979-92 — працював в Чернігівському технологічному інституті.
- 1988-91 — докторант, Інститут економіки Академії наук України.
- 1992-94 — ректор, Чернігівський інститут реґіональної економіки і управління.
- 07.2004-02.05 — декан факультету міжнародних економічних відносин Національного авіаційного університету, з 02.2005 — директор Інституту міжнародних відносин Національного авіаційного університету.

## Нагороди
Заслужений діяч науки і техніки України.